# Wilksby
Wilksby – osada w Anglii, w hrabstwie Lincolnshire, w dystrykcie East Lindsey, w civil parish Wood Enderby. Leży 7 km od miasta Horncastle. W 1931 roku civil parish liczyła 30 mieszkańców. Wilksby jest wspomniana w Domesday Book (1086) jako Wilchesbi/Wilgesbi.